# Taça da Liga
La Taça da Liga (in italiano: "Coppa della Lega"), conosciuta in passato anche come Coppa Carlsberg, Coppa Bwin, Coppa CTT e attualmente come Coppa Allianz per motivi di sponsorizzazione, è una competizione calcistica portoghese in cui si affrontano le squadre della Liga Portugal 1 e della Liga Portugal 2, escluse le squadre riserve. Fu proposta nel 2006 dallo Sporting e dal Boavista e successivamente approvata da tutti i club della Liga Portuguesa de Futebol Profissional (LPFP), che organizza la manifestazione.
La sua prima edizione si è giocata nella stagione 2007-2008 ed è stata vinta dal Vitória Setúbal nella finale contro lo Sporting. Nella seconda edizione in finale è stato disputato il derby di Lisbona tra lo stesso Sporting ed il Benfica, risultato vincitore.
Il Benfica (con 8 affermazioni) è la squadra più titolata. Il Porto è, invece, la squadra che ha perso, finora, il maggior numero di finali (quattro su cinque disputate).

## Il trofeo negli anni
La coppa assegnata nella competizione nota come "Taça da Liga" (in italiano: Coppa della Lega) ha subito cambiamenti nel corso degli anni per motivi di sponsorizzazione. Nella prima stagione del 2007-2008, la competizione era sponsorizzata dalla Carlsberg industria danese produttrice di birra che sponsorizzo la competizione fino alla stagione 2009-2010, la coppa assegnata in questo periodo fu chiamata "Carlsberg Cup" (in italiano: Coppa Carlsberg), venne sostituita in seguito dalla Bwin, una società di scommesse online che sponsorizzo' la competizione solo per la stagione 2010-2011, la coppa assegnata in questo periodo fu chiamata "Bwin Cup" (in italiano: Coppa Bwin), dalla stagione 2011-2012 alla stagione 2014-2015 la competizione rimase senza sponsor, dalla stagione 2015-2016 a alla stagione 2017-2018 la competizione viene sponsorizzata dalla CTT Correios de Portugal, azienda di servizio postale nazionale portoghese, che rinomina la competizione e la coppa "Taça CTT" (in italiano: Coppa CTT), dalla stagione 2018-oggi la competizione viene sponsorizzata dalla Allianz società di servizi finanziari europea, che rinomina la competizione e la coppa "Allianz Cup" (in italiano: Coppa Allianz).

Coppa Carlsberg (2007-2010)
Coppa Bwin (2010-2011)
Coppa della Lega (2011-2015)
Coppa CTT (2015-2018)
Coppa Allianz (dal 2018)

## Albo d'oro
| Stagione  | Vincitore        | Punteggio     | Finalista        | Stadio  |
| --------- | ---------------- | ------------- | ---------------- | ------- |
| 2007-2008 | Vitória Setúbal  | 0-0 (3-2 dtr) | Sporting Lisbona | Algarve |
| 2008-2009 | Benfica          | 1-1 (3-2 dtr) | Sporting Lisbona | Algarve |
| 2009-2010 | Benfica          | 3-0           | Porto            | Algarve |
| 2010-2011 | Benfica          | 2-1           | Paços Ferreira   | Coimbra |
| 2011-2012 | Benfica          | 2-1           | Gil Vicente      | Coimbra |
| 2012-2013 | Braga            | 1-0           | Porto            | Coimbra |
| 2013-2014 | Benfica          | 2-0           | Rio Ave          | Leiria  |
| 2014-2015 | Benfica          | 2-1           | Marítimo         | Coimbra |
| 2015-2016 | Benfica          | 6-2           | Marítimo         | Coimbra |
| 2016-2017 | Moreirense       | 1-0           | Braga            | Loulé   |
| 2017-2018 | Sporting Lisbona | 1-1 (5-4 dtr) | Vitória Setúbal  | Braga   |
| 2018-2019 | Sporting Lisbona | 1-1 (3-1 dtr) | Porto            | Braga   |
| 2019-2020 | Braga            | 1-0           | Porto            | Braga   |
| 2020-2021 | Sporting Lisbona | 1-0           | Braga            | Leiria  |
| 2021-2022 | Sporting Lisbona | 2-1           | Benfica          | Leiria  |
| 2022-2023 | Porto            | 2-0           | Sporting Lisbona | Leiria  |
| 2023-2024 | Braga            | 1-1 (5-4 dtr) | Estoril Praia    | Leiria  |
| 2024-2025 | Benfica          | 1-1 (7-6 dtr) | Sporting Lisbona | Leiria  |

## Vittorie per club
| Squadra          | Vittorie | Anni vittorie                                                                          |
| ---------------- | -------- | -------------------------------------------------------------------------------------- |
| Benfica          | 8        | 2008-2009, 2009-2010, 2010-2011, 2011-2012, 2013-2014, 2014-2015, 2015-2016, 2024-2025 |
| Sporting Lisbona | 4        | 2017-2018, 2018-2019, 2020-2021, 2021-2022                                             |
| Braga            | 3        | 2012-2013, 2019-2020, 2023-2024                                                        |
| Vitória Setúbal  | 1        | 2007-2008                                                                              |
| Moreirense       | 1        | 2016-2017                                                                              |
| Porto            | 1        | 2022-2023                                                                              |

## I loghi della competizione negli anni

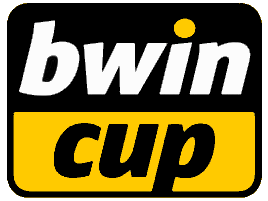
Logo usato solo nella competizione della Coppa della Lega Portoghese stagione 2010-2011, sponsorizzato dalla Bwin.